# 代雷日奇
49°20′5″N 23°27′21″E / 49.33472°N 23.45583°E
代雷日奇（羅馬化：Derezhychi）是烏克蘭的村落，位於該國西部利沃夫州德羅霍貝奇區，北接莫納斯特爾-代雷日茨基村，始建於1250年，面積25平方公里，2001年人口1,138，人口密度每平方公里45.52人。